# 1951 en Saskatchewan
Chronologie de la Saskatchewan
- 1947
- 1948
- 1949
- 1950
- 1951
- 1952
- 1953
- 1954
- 1955

Cette page concerne des événements d'actualité qui se sont produits durant l'année 1951 dans la province canadienne de la Saskatchewan.

## Politique
- Premier ministre : Tommy Douglas
- Chef de l'Opposition :
- Lieutenant-gouverneur : John Michael Uhrich puis William John Patterson
- Législature :

## Naissances
- Lyle Eldon Stewart (né en 1951) est un homme politique canadien. Il est actuellement député provincial de la circonscription de Thunder-Creek (en) à l'Assemblée législative de la Saskatchewan, sous la bannière du Parti Saskatchewanais[1].
- 8 octobre : Larry Dale Wright (né à Regina) est un joueur professionnel de hockey sur glace canadien[2].